# 東幕駅
東幕駅（トンマクえき）は、大韓民国仁川広域市延寿区にある仁川交通公社1号線の駅である。駅番号は(I132)。

## 駅構造
- 島式ホーム2面3線の地下駅。ただし、桂陽方面のりばの外側にあるホーム・線路は2009年以降使用されておらず、実質的に島式ホーム1面2線の駅として機能している。

国際業務地区方面↓|□|□|↑桂陽方面

## 駅周辺
- 南東工団2団地
- 仁川広域市生涯学習館
- 承基下水処理場
- 仁川市立ローラースケート場
- 仁川大建高等学校
- 仁川女子工業高等学校
- 仁川新松高等学校
- 仁川新松中学校
- 仁川博文初等学校
- 仁川西面小学校

## 利用状況
利用客の多くは、周囲の工業団地に勤務する人々である。

## 歴史
- 1999年10月6日 - 起終点駅として開業。
- 2009年6月1日 - 国際業務地区駅まで延伸開業。当駅は途中駅になる。

## 隣の駅
仁川交通公社
●1号線
東春駅 (I131) - 東幕駅 (I132) - キャンパスタウン駅 (I133)